# Euro Hockey Challenge 2018
Die Euro Hockey Challenge 2018 war die siebte Austragung des von der Internationalen Eishockey-Föderation IIHF organisierten gleichnamigen Wettbewerbs. Der Wettbewerb begann am 4. April 2018 und endete am 29. April 2018. Die Spiele der Euro Hockey Challenge dienten für die Nationalmannschaften als Vorbereitung auf die Weltmeisterschaft in Dänemark im Jahr 2018.

## Teilnehmer
Teilnahmeberechtigt sind die besten zwölf europäischen Mannschaften der IIHF-Weltrangliste, die an der Weltmeisterschaft in Dänemark teilnahmen.
Für die Austragung 2018 sind dies:  Russland,  Schweden,  Finnland,  Tschechien,  Deutschland,  Schweiz,  Norwegen,  Slowakei,  Belarus,  Frankreich,  Lettland,  Dänemark.

## Modus
Gespielt wird im Drei-Punkte-System, das heißt für einen Sieg erhält die jeweilige Mannschaft drei Punkte, bei einem Overtime-Sieg zwei Punkte und bei einer Niederlage nach Verlängerung einen Punkt.
Während des Turniers spielt jede Mannschaft insgesamt acht Spiele. Zwischen zwei Mannschaften werden in der Regel jeweils zwei Spiele innerhalb von zwei oder drei Tagen in einem Land gespielt. Alle Spiele werden in eine Tabelle aufgenommen.
Aufgrund der Wiederbelebung der Euro Hockey Tour seit der Saison 2016/2017 finden im Zeitraum des 3. Spieltags die Czech Hockey Games statt, an denen die vier Nationalmannschaften aus Russland, Schweden, Finnland und Tschechien teilnehmen. Die Ergebnisse des Turniers fließen in die Wertung der Euro Hockey Challenge ein. Da alle Teams nur jeweils drei Spiele austragen, werden zusätzlich zwei Spiele der Sweden Hockey Games (Russland–Tschechien, Schweden–Finnland), welche während des 4. Spieltages stattfinden, in die Wertung einbezogen.

## Turnierverlauf

### 1. Spieltag
| 4. April 2018 17:00 Uhr | Tschechien | 5:2 (2:0, 1:0, 2:2) Spielbericht | Schweiz | Zimní stadion mesta Príbrami, Příbram Zuschauer: 3.856 |

| 5. April 2018 17:00 Uhr | Tschechien | 4:1 (2:0, 1:0, 1:1) Spielbericht | Schweiz | Zimní stadion mesta Príbrami, Příbram Zuschauer: 4.023 |

| 5. April 2018 17:30 Uhr | Finnland | 2:3 n. V. (0:1, 2:1, 0:0, 0:1) Spielbericht | Belarus | Marli Areena, Turku Zuschauer: 1.862 |

| 6. April 2018 17:30 Uhr | Finnland | 4:3 n. V. (2:0, 0:2, 1:1, 1:0) Spielbericht | Belarus | Ritari-areena, Hämeenlinna Zuschauer: 2.517 |

| 5. April 2018 18:30 Uhr | Schweden | 6:3 (1:2, 5:0, 0:1) Spielbericht | Slowakei | Himmelstalundshallen, Norrköping Zuschauer: 3.122 |

| 6. April 2018 18:30 Uhr | Schweden | 7:1 (3:0, 2:1, 2:0) Spielbericht | Slowakei | Be-Ge Hockey Center, Oskarshamn Zuschauer: 3.054 |

| 6. April 2018 18:30 Uhr | Russland | 4:1 (1:0, 2:0, 1:1) Spielbericht | Deutschland | Bolschoi-Eispalast, Sotschi Zuschauer: 11.171 |

| 7. April 2018 16:00 Uhr | Russland | 3:4 n. V. (1:1, 2:0, 0:2, 0:1) Spielbericht | Deutschland | Bolschoi-Eispalast, Sotschi Zuschauer: 11.008 |

| 6. April 2018 19:00 Uhr | Norwegen | 3:2 (0:0, 2:1, 1:1) Spielbericht | Lettland | Halden Ishall, Halden Zuschauer: 1.241 |

| 7. April 2018 14:45 Uhr | Norwegen | 6:2 (2:0, 2:1, 2:1) Spielbericht | Lettland | Halden Ishall, Halden Zuschauer: 1.503 |

| 6. April 2018 20:00 Uhr | Frankreich | 4:2 (0:1, 1:1, 3:0) Spielbericht | Dänemark | Patinoire Polesud, Grenoble Zuschauer: 1.490 |

| 7. April 2018 20:45 Uhr | Frankreich | 4:0 (2:0, 1:0, 1:0) Spielbericht | Dänemark | Patinoire Polesud, Grenoble Zuschauer: 3.200 |

### 2. Spieltag
| 11. April 2018 18:30 Uhr | Lettland | 0:3 (0:0, 0:2, 0:1) Spielbericht | Finnland | Arena Riga, Riga Zuschauer: 1.680 |

| 12. April 2018 18:30 Uhr | Lettland | 0:5 (0:3, 0:2, 0:0) Spielbericht | Finnland | Arena Riga, Riga Zuschauer: 1.340 |

| 12. April 2018 20:00 Uhr | Dänemark | 1:4 (0:2, 0:1, 1:1) Spielbericht | Schweden | Bitcoin Arena, Rungsted Zuschauer: 1.887 |

| 14. April 2018 20:00 Uhr | Dänemark | 1:5 (0:3, 1:0, 0:2) Spielbericht | Schweden | Rødovre Skøjte Arena, Rødovre Zuschauer: 2.663 |

| 13. April 2018 19:00 Uhr | Frankreich | 2:5 (2:0, 0:3, 0:2) Spielbericht | Tschechien | Coliséum, Amiens Zuschauer: 2.836 |

| 14. April 2018 20:45 Uhr | Frankreich | 2:6 (2:1, 0:2, 0:3) Spielbericht | Tschechien | Aren’ice, Cergy-Pontoise Zuschauer: 2.986 |

| 13. April 2018 20:15 Uhr | Schweiz | 3:2 (1:0, 2:0, 0:2) Spielbericht | Belarus | Patinoire des Mélèzes, La Chaux-de-Fonds Zuschauer: 3.554 |

| 15. April 2018 12:15 Uhr | Schweiz | 2:1 (0:1, 2:0, 0:0) Spielbericht | Belarus | Patinoire de Malley, Lausanne Zuschauer: 2.450 |

| 14. April 2018 17:45 Uhr | Deutschland | 1:2 n. P. (0:0, 1:0, 0:1, 0:0, 0:1) Spielbericht | Slowakei | Eisarena, Weißwasser Zuschauer: 2.750 |

| 15. April 2018 17:00 Uhr | Deutschland | 1:4 (1:1, 0:1, 0:2) Spielbericht | Slowakei | EnergieVerbund Arena, Dresden Zuschauer: 4.412 |

| 14. April 2018 18:10 Uhr | Norwegen | 0:2 (0:0, 0:2, 0:0) Spielbericht | Russland | Gjøvik Olympiske Fjellhall, Gjøvik Zuschauer: 1.803 |

| 15. April 2018 15:00 Uhr | Norwegen | 0:1 (0:0, 0:1, 0:0) Spielbericht | Russland | Gjøvik Olympiske Fjellhall, Gjøvik Zuschauer: 1.412 |

### 3. Spieltag
Czech Hockey Games
| 19. April 2018 19:00 Uhr | Finnland | 1:3 (1:1, 0:0, 0:2) Spielbericht | Tschechien | Tipsport arena, Pardubice Zuschauer: 6.212 |

| 19. April 2018 19:00 Uhr | Russland | 1:2 (0:1, 1:0, 0:1) Spielbericht | Schweden | Arena 2000, Jaroslawl Zuschauer: 9.017 |

| 21. April 2018 14:20 Uhr | Tschechien | 3:1 (1:1, 0:0, 2:0) Spielbericht | Schweden | Tipsport arena, Pardubice Zuschauer: 6.843 |

| 21. April 2018 18:15 Uhr | Russland | 1:2 (1:0, 0:1, 0:1) Spielbericht | Finnland | Tipsport arena, Pardubice Zuschauer: 3.357 |

| 22. April 2018 14:20 Uhr | Tschechien | 2:1 (1:0, 1:0, 0:1) Spielbericht | Russland | Tipsport arena, Pardubice Zuschauer: 6.585 |

| 22. April 2018 18:15 Uhr | Schweden | 3:7 (0:1, 1:2, 2:4) Spielbericht | Finnland | Tipsport arena, Pardubice Zuschauer: 2.572 |

| 19. April 2018 19:15 Uhr | Deutschland | 7:1 (5:0, 1:0, 1:1) Spielbericht | Frankreich | Eis Arena, Wolfsburg Zuschauer: 4.403 |

| 21. April 2018 17:45 Uhr | Deutschland | 2:1 n. V. (0:0, 0:1, 1:0, 1:0) Spielbericht | Frankreich | Wellblechpalast, Berlin Zuschauer: 4.412 |

| 20. April 2018 17:00 Uhr | Slowakei | 4:1 (2:0, 2:1, 0:0) Spielbericht | Lettland | Zimný štadión, Michalovce Zuschauer: 3.060 |

| 21. April 2018 17:30 Uhr | Slowakei | 4:1 (1:0, 1:1, 2:0) Spielbericht | Lettland | Zimný štadión, Poprad Zuschauer: 4.253 |

| 20. April 2018 18:00 Uhr | Belarus | 1:2 (0:1, 0:1, 1:0) Spielbericht | Dänemark | Eissportpalast, Hrodna Zuschauer: 2.472 |

| 21. April 2018 18:00 Uhr | Belarus | 0:2 (0:1, 0:1, 0:0) Spielbericht | Dänemark | Eissportpalast, Hrodna Zuschauer: 2.118 |

| 20. April 2018 20:15 Uhr | Schweiz | 1:2 (0:0, 0:1, 1:1) Spielbericht | Norwegen | Eishalle Schoren, Langenthal Zuschauer: 3.339 |

| 21. April 2018 16:15 Uhr | Schweiz | 3:0 (0:0, 1:0, 2:0) Spielbericht | Norwegen | Raiffeisen BiascArena, Biasca Zuschauer: 2.103 |

### 4. Spieltag
Deutschland und Dänemark trugen nur ein Spiel gegeneinander aus. Statt eines zweiten Spiels absolvierte Deutschland am 27. April in Odense ein Testspiel gegen Südkorea (4:3 n. V.), Dänemark spielt am 1. Mai in Herning gegen die Vereinigten Staaten.
| 25. April 2018 19:30 Uhr | Dänemark | 4:3 n. V. (0:1, 3:2, 0:0, 1:0) | Deutschland | SE Arena, Vojens |

| 26. April 2018 18:30 Uhr | Lettland | 1:2 n. V. (1:0, 0:0, 0:1, 0:1) Spielbericht | Schweiz | Arena, Riga Zuschauer: 2.836 |

| 27. April 2018 18:30 Uhr | Lettland | 0:3 (0:1, 0:2, 0:0) Spielbericht | Schweiz | Arena, Riga Zuschauer: 3.256 |

| 27. April 2018 17:00 Uhr | Slowakei | 4:0 (1:0, 2:0, 1:0) Spielbericht | Frankreich | Nitra aréna, Nitra Zuschauer: 3.480 |

| 28. April 2018 17:00 Uhr | Slowakei | 2:3 (1:1, 1:1, 0:1) Spielbericht | Frankreich | Easton Aréna, Piešťany Zuschauer: 2.859 |

| 27. April 2018 18:00 Uhr | Belarus | 1:2 (0:1, 0:0, 1:1) Spielbericht | Norwegen | Eissportpalast, Schlobin Zuschauer: 1.964 |

| 28. April 2018 18:00 Uhr | Belarus | 3:2 n. V. (1:1, 0:1, 1:0, 1:0) Spielbericht | Norwegen | Babrujsk-Arena, Babrujsk Zuschauer: 6.867 |

Sweden Hockey Games
| 29. April 2018 12:00 Uhr | Russland | 4:2 (2:1, 1:1, 1:0) Spielbericht | Tschechien | Hovet, Stockholm Zuschauer: 2.101 |

| 29. April 2018 15:30 Uhr | Schweden | 1:3 (0:0, 1:0, 0:3) Spielbericht | Finnland | Hovet, Stockholm Zuschauer: 6.750 |

### Tabelle
| Pl. |             | Sp. | S | OTS | OTN | N | Tore  | Punkte |
| --- | ----------- | --- | - | --- | --- | - | ----- | ------ |
| 1.  | Tschechien  | 8   | 7 | 0   | 0   | 1 | 30:14 | 21     |
| 2.  | Finnland    | 8   | 5 | 1   | 1   | 1 | 27:14 | 18     |
| 3.  | Schweden    | 8   | 5 | 0   | 0   | 3 | 29:20 | 15     |
| 4.  | Slowakei    | 8   | 4 | 1   | 0   | 3 | 24:20 | 14     |
| 5.  | Schweiz     | 8   | 4 | 1   | 0   | 3 | 17:15 | 14     |
| 6.  | Russland    | 8   | 4 | 0   | 1   | 3 | 17:13 | 13     |
| 7.  | Norwegen    | 8   | 4 | 0   | 1   | 3 | 15:15 | 13     |
| 8.  | Frankreich  | 8   | 3 | 0   | 1   | 4 | 17:28 | 10     |
| 9.  | Deutschland | 7   | 1 | 2   | 2   | 2 | 19:19 | 9      |
| 10. | Dänemark    | 7   | 2 | 1   | 0   | 4 | 12:21 | 8      |
| 11. | Belarus     | 8   | 0 | 2   | 1   | 5 | 14:19 | 5      |
| 12. | Lettland    | 8   | 0 | 0   | 1   | 7 | 07:30 | 1      |

Abkürzungen: Pl. = Platz, Sp = Spiele, S = Siege, OTS = Siege nach Verlängerung (Overtime) oder Penaltyschießen, OTN = Niederlagen nach Verlängerung oder Penaltyschießen, N = Niederlagen